# Lijst van landmollusken in Madagaskar
Dit is een lijst van landmollusken in Madagaskar, gesorteerd per familie.
Veel soorten zijn ernstig bedreigd en minstens 50% is endemisch.

## Acavidae
- Ampelita ambatoensis
- Ampelita andriamamonjyi
- Ampelita beanka
- Ampelita julii
- Ampelita lamarei
- Ampelita owengriffithsi
- Clavator moreleti
- Helicophanta amphibulima

## Achatinidae

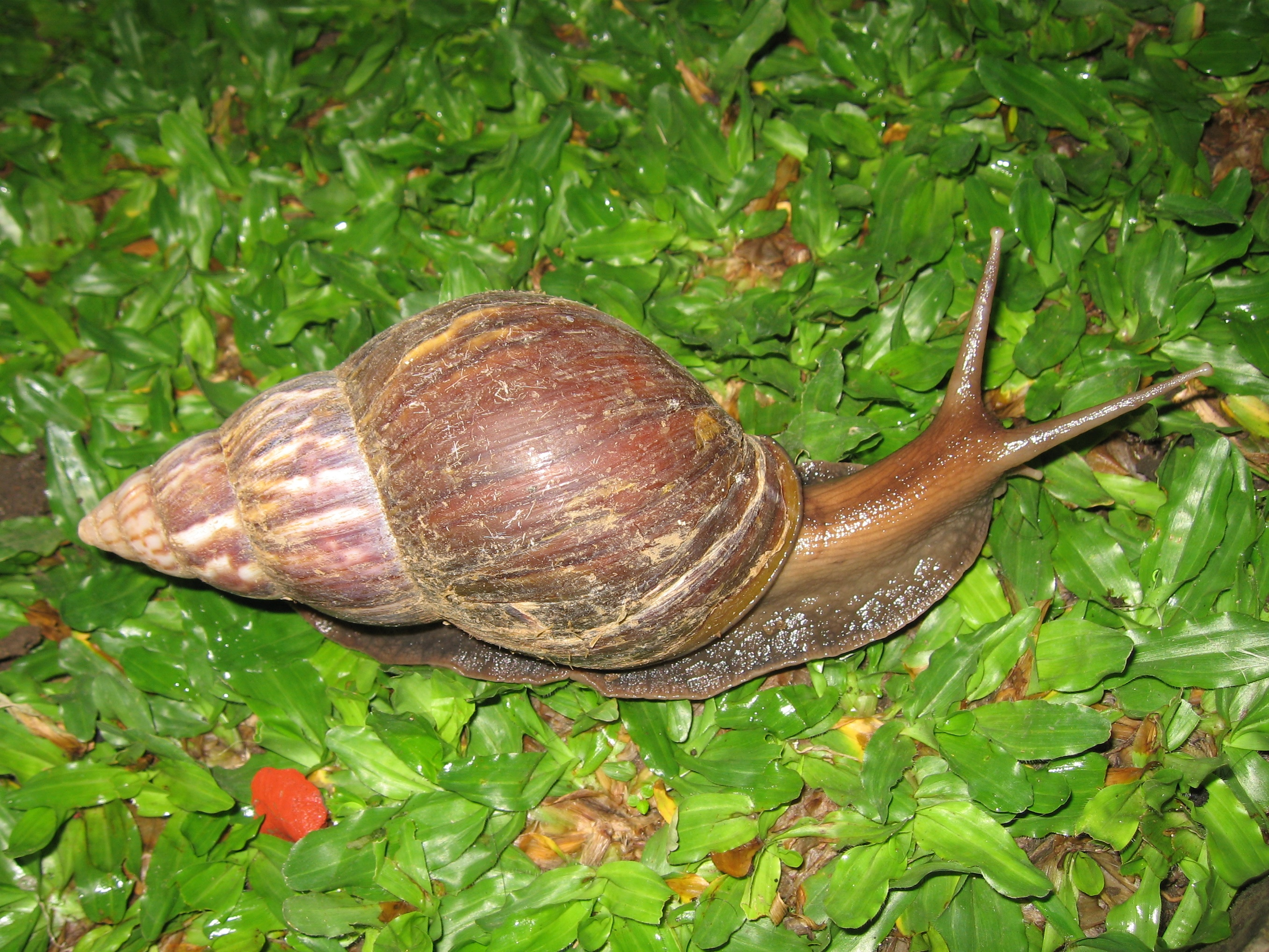
Grote agaatslak (Achatina fulica)

- Grote agaatslak (Achatina fulica)
- Achatina immaculata

## Ariophantidae
- Kalidos gora
- Kalidos manotrika
- Kalidos manta
- Kalidos maryannae

## Cerastidae
- Conulinus randalanai

## Charopidae
- Reticulapex michellae

## Cyclophoridae
- Acroptychia bathiei
- Boucardicus anjarae
- Boucardicus avo
- Boucardicus hetra
- Boucardicus lalinify
- Boucardicus mahavariana
- Boucardicus matoatoa
- Boucardicus menoi
- Boucardicus peggyae
- Boucardicus pulchellus
- Boucardicus tantelyae
- Cyathopoma anjombona
- Cyathopoma hoditra
- Cyathopoma iridescens
- Cyathopoma madio
- Cyathopoma matsoko

## Helicarionidae
- Kaliella crandalli
- Microcystis albosuturalis
- Microcystis fotsifotsy
- Microcystis vony
- Sitala burchi
- Sitala mavo
- Sitala stanisici

## Megalomastomatidae
- Acroptychia mahafinaritra

## Orculidae
- Fauxulus josephinae
- Fauxulus tsarakely

## Pomatiidae
- Tropidophora humbug
- Tropidophora sericea

## Succineidae
- Succinea masoala

## Subulinidae

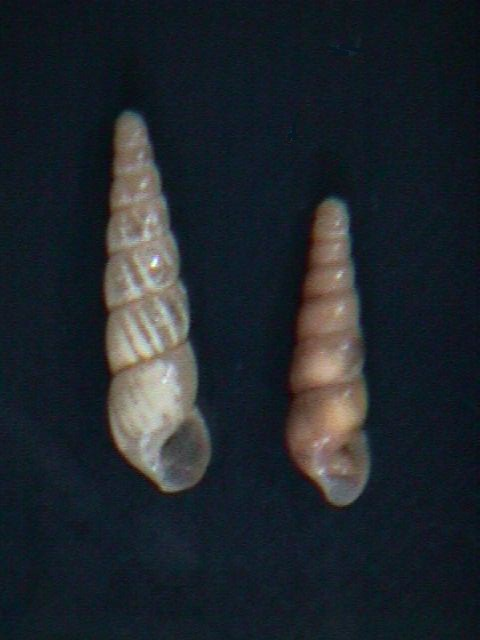
Subulina octona

- Curvella poutiersi
- Pseudopeas valentini
- Subulina mamillata
- Subulina octona

## Streptaxidae
- Fischerpietteus josephinae
- Gulella ambodipelomosiae
- Gulella andriantanteliae
- Gulella beandreana
- Gulella betamponae
- Gulella kelimolotra
- Gulella kendrae
- Gulella laninifia
- Gulella lincolni
- Gulella matavymolotra
- Gulella minuseula
- Gulella ruthae
- Gulella sahia
- Gulella soulaiana
- Gulella taolantehezana
- Gulella thompsoni
- Parvedentulina acutapex
- Parvedentulina ambatomitatoae
- Parvedentulina ambatosorotrae
- Parvedentulina ambatovakiae
- Parvedentulina analamerae
- Parvedentulina andapae
- Parvedentulina andavakoerae
- Parvedentulina andriantanteliae
- Parvedentulina andringitrae
- Parvedentulina anjanaharibei
- Parvedentulina anjansudae
- Parvedentulina antsahamadioae
- Parvedentulina apieostriata
- Parvedentulina balambasia
- Parvedentulina bemarahae
- Parvedentulina benjamini
- Parvedentulina betamponae
- Parvedentulina betsiakae
- Parvedentulina bitika
- Parvedentulina celestinae
- Parvedentulina conspicua
- Parvedentulina crenulata
- Parvedentulina delicata
- Parvedentulina densagyra
- Parvedentulina devolia
- Parvedentulina distincta
- Parvedentulina elegans
- Parvedentulina setra
- Parvedentulina farihiambonia
- Parvedentulina fenni
- Parvedentulina fortistriata
- Parvedentulina fotobohitrae
- Parvedentulina fragilis
- Parvedentulina fusiforma
- Parvedentulina glesi
- Parvedentulina gracilis
- Parvedentulina hafa
- Parvedentulina hatairana
- Parvedentulina horonanladia
- Parvedentulina jeani
- Parvedentulina josephinae
- Parvedentulina kelivitsika
- Parvedentulina kendrae
- Parvedentulina lalina
- Parvedentulina lincolni
- Parvedentulina macroconspicua
- Parvedentulina magna
- Parvedentulina mahalevona
- Parvedentulina mahialamboensis
- Parvedentulina mahitsia
- Parvedentulina malala
- Parvedentulina mamirapiratra
- Parvedentulina mananarae
- Parvedentulina mandenae
- Parvedentulina manja
- Parvedentulina manomboae
- Parvedentulina manomponae
- Parvedentulina maranitra
- Parvedentulina margostriata
- Parvedentulina marojejyae
- Parvedentulina masoalae
- Parvedentulina metula
- Parvedentulina miaranoniae
- Parvedentulina michellae
- Parvedentulina mijanona
- Parvedentulina minidistincta
- Parvedentulina minutissima
- Parvedentulina miova
- Parvedentulina montana
- Parvedentulina morontsiraka
- Parvedentulina namorokae
- Parvedentulina ovatostoma
- Parvedentulina parva
- Parvedentulina pascali
- Parvedentulina paulayi
- Parvedentulina pearcei
- Parvedentulina planapex
- Parvedentulina puichella
- Parvedentulina pyramida
- Parvedentulina ranomafanae
- Parvedentulina rantovina
- Parvedentulina rapetoa
- Parvedentulina ravinamatia
- Parvedentulina rogeri
- Parvedentulina sahantananae
- Parvedentulina saintjacqui
- Parvedentulina simeni
- Parvedentulina simplex
- Parvedentulina soa
- Parvedentulina tendrombohitra
- Parvedentulina terakabe
- Parvedentulina texieri
- Parvedentulina thompsoni
- Parvedentulina tsara
- Parvedentulina tsaratananae
- Parvedentulina tsaravintana
- Parvedentulina lsimahialamboensis
- Parvedentulina tsingia
- Parvedentulina tsipika
- Parvedentulina tsisubulina
- Parvedentulina tsotra
- Parvedentulina unescoae
- Parvedentulina vavalava
- Parvedentulina vitroni
- Parvedentulina vonjena